# 能ヶ坂砦
能ヶ坂砦（のがさかとりで、英語: Fort Nogasaka）は、静岡県掛川市小貫（遠江国城東郡小貫村）にあった日本の城。現在は城跡が残る。高天神城を包囲するために築かれた「高天神六砦」の一つである。

## 概要

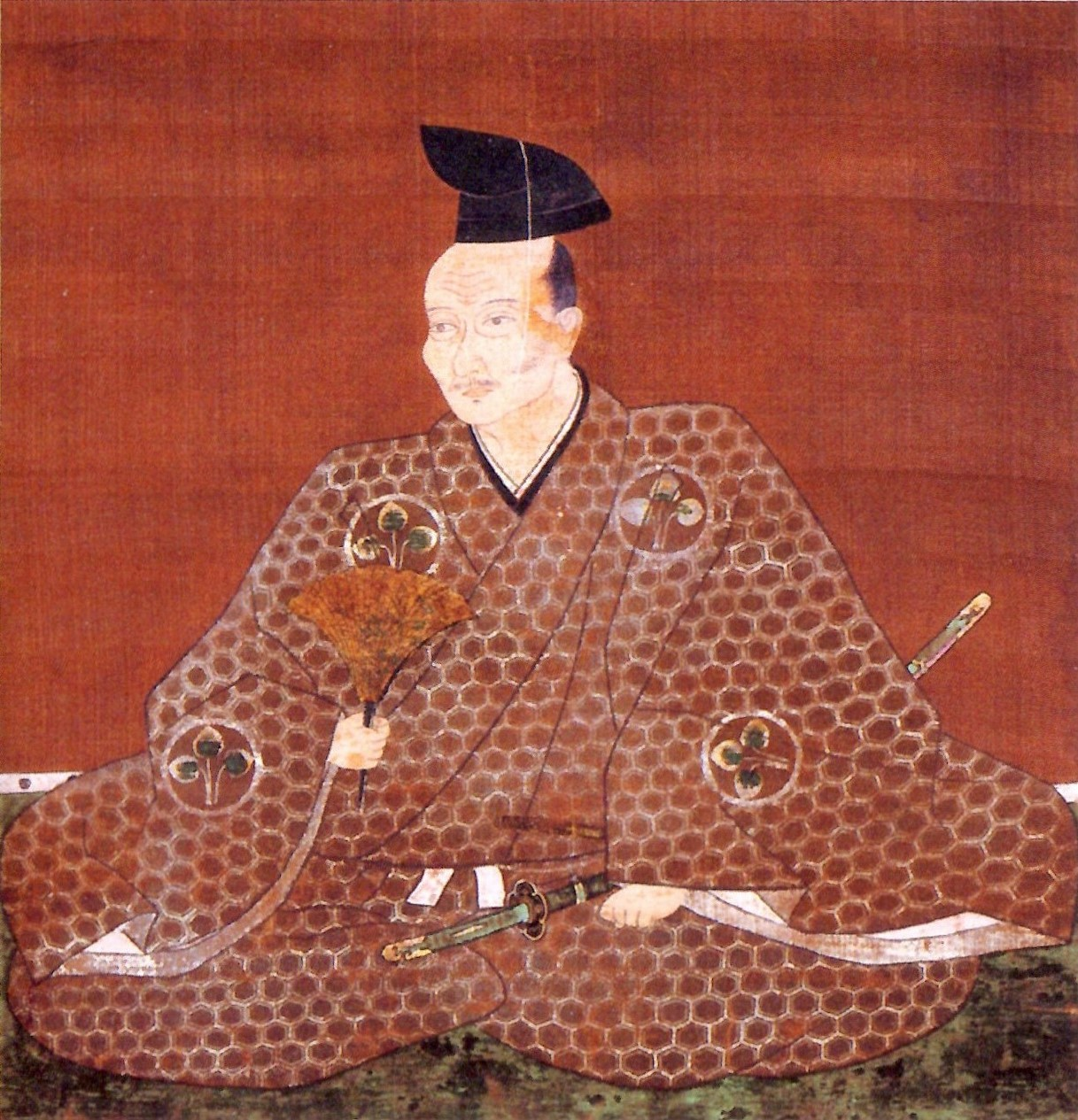
能ヶ坂砦を統轄した本多康重（『愛知県史』資料編22巻）

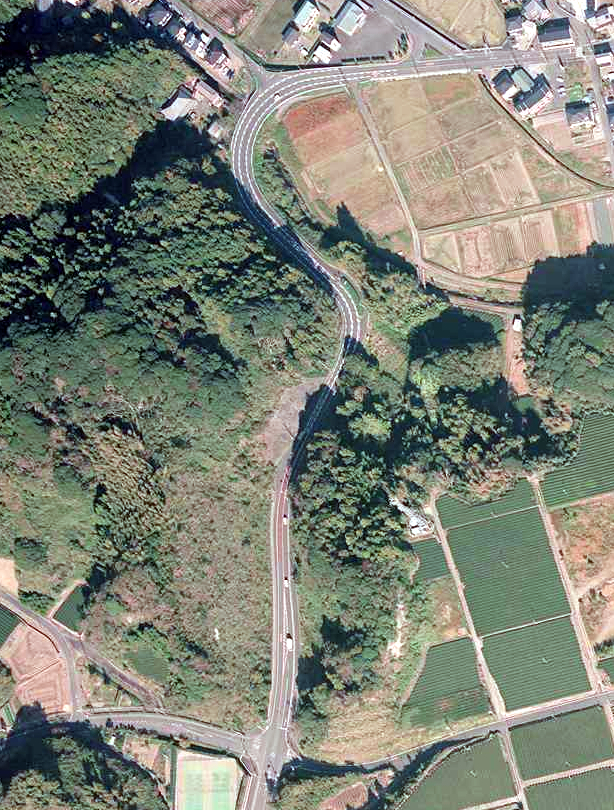
旧小貫村（上）と旧下土方村（下）とを結ぶ能ヶ坂（中央）。丘陵を縫うようにS字状の長い坂が続いている

遠江国城東郡の小貫村に立地する。高天神城より北北東に2キロメートルほど離れた丘陵に位置しており、「能ヶ坂」と呼称されている長い坂道に隣接している。小貫村と同じく遠江国城東郡に属する下土方村との村境に位置しており、もともとはここに番所が設置されていた。
その後、1580年（天正8年）に入ると、武田勝頼方の高天神城を攻略するために、徳川家康により能ヶ坂砦が築城された。この能ヶ坂砦は、小笠山砦、火ヶ峰砦、獅子ヶ鼻砦、中村砦、三井山砦とともに「高天神六砦」と称された。築城後は、家康に任じられた本多康重がこの砦を管轄し、高天神城への兵糧や弾薬の補給を遮断した。その結果、高天神城の将兵は飢えに苦しみ、城に立てこもる岡部元信らは苦境に陥った。第二次高天神城の戦いにより高天神城が落城すると、役割を終えたこの砦も廃止されることになった。
その後、能ヶ坂は静岡県道38号掛川大東線として整備された。能ヶ坂砦が立地していた一帯も山林や茶畑となっており、往時を偲ばせる跡はほとんど残存していないが、標柱や案内看板が建てられている。

## 名称
この砦においては、能が舞われることがあった。そのため、この砦に隣接する坂が「能ヶ坂」と呼ばれるようになり、砦自体の名称も「能ヶ坂砦」と呼ばれるようになったという説がある。